# 東栗栖村
東栗栖村（ひがしくりすむら）は、かつて兵庫県に存在していた村である。1951年に新宮町、香島村、越部村、西栗栖村との合併により、新たに新宮町となり消滅した。
旧村域は現在のたつの市新宮町の中南部に位置していた。

## 概要
現在のたつの市新宮町平野、千本、福栖、能地、大屋、善定、芝田に相当する。

## 沿革
- 1889年（明治22年）4月1日 町村制施行に伴い揖西郡東栗栖村が発足。
- 1896年（明治29年）4月1日 揖西郡、揖東郡が合併し揖保郡に。
- 1951年（昭和26年）4月1日 新宮町、香島村、越部村、西栗栖村との合併により、新たに新宮町となったため消滅。

## 交通

### 鉄道
- 日本国有鉄道
  - 姫新線：千本駅